# Ligne de trolleybus 25 (Liège)
La ligne 25 est une ancienne ligne du trolleybus de Liège qui reliait Liège à Ougrée.

## Histoire
En mars 1934 la ligne est créée pour remplacer une ligne provisoire de bus qui y avait été installée. Cette ligne fut de nombreuses fois modifiée à cause de la Seconde Guerre Mondiale. En juin 1966, la ligne est supprimée et remplacée par une ligne de bus.

### Monographies
- Jean-Géry Godeaux, Les tramways au pays de Liège, t. 3 : Liège aux fils des trolleybus, Groupement belge pour la promotion et l'exploitation touristique du transport ferroviaire (GTF), 2001, 490 p.